# 幸州大橋
幸州大橋（韩语：／ Haengju Daegyo）是一条横跨汉江的桥梁，位于韩国首都圈。桥梁两端连接京畿道高陽市和首尔江西区，于1978年。第二大桥于1995年落成；第三大桥于2000年落成。